# Jagiellonia Białystok w sezonie 1953

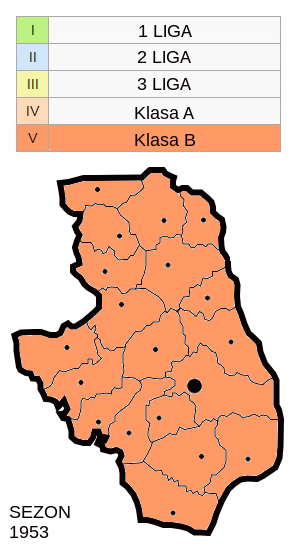
BOZPN

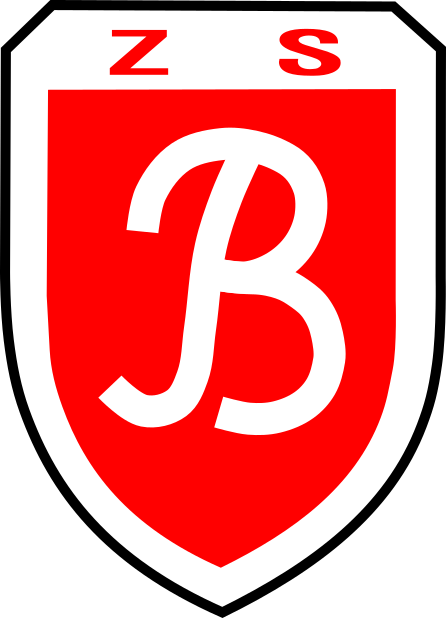
Budowlani Białystok 1948-1957

Budowlani Białystok decyzją władz WKKF nie zostały zakwalifikowane do nowo powstałej klasy A i przystąpiły do rozgrywek klasy B Białostockiego OZPN.

## V poziom rozgrywkowy
Rok 1953 był sezonem reorganizacji rozgrywek piłkarskich w Polsce, zlikwidowano klasy wojewódzkie, utworzono III ligę oraz klasę A i B. Zespół Budowlanych zwyciężył w rozgrywkach B klasy i awansował wraz z zespołem Kolejarza Łomża do A klasy. Rozgrywki B klasy toczyły się w 4 grupach.

## Tabela Klasy B, grupa II Białostocki OZPN
| Lp. | Drużyna               | M | Z | R | P | Bramki | Bramki | Różn. | Pkt. | Uwagi         |
| --- | --------------------- | - | - | - | - | ------ | ------ | ----- | ---- | ------------- |
| 1   | Budowlani Białystok   |   |   |   |   |        |        |       | b.d. | Baraże o kl.A |
| 2   | Kolejarz Białystok    |   |   |   |   |        |        |       | b.d. |               |
| 3   | Spójnia Supraśl       |   |   |   |   |        |        |       | b.d. |               |
| ?   | LZS Uhowo             |   |   |   |   |        |        |       | b.d. |               |
| ?   | Ogniwo Białystok      |   |   |   |   |        |        |       | b.d. |               |
| ?   | Gwardia III Białystok |   |   |   |   |        |        |       | b.d. |               |

- Awans wywalczyła drużyna Budowlanych Białystok, niestety nie są znane wyniki oraz miejsca niektórych zespołów.

## Baraże o awans do klasy A
- W barażach uczestniczyli mistrzowie 4 grup klasy B. Awansowały zespoły z Łomży i Białegostoku. [1]

| Lp. | Drużyna             | M | Z | R | P | Bramki | Bramki | Różn. | Pkt. | Uwagi      |
| --- | ------------------- | - | - | - | - | ------ | ------ | ----- | ---- | ---------- |
| 1   | Kolejarz Łomża      | 6 | 3 | 2 | 1 | 12     | 10     | +2    | 8    | Awans kl.A |
| 2   | Budowlani Białystok | 4 | 3 | 1 | 0 | 12     | 6      | +6    | 7    | Awans kl.A |
| 3   | KS Gołdap           | 4 | 0 | 1 | 3 | 9      | 12     | -3    | 2    |            |
| 4   | Kolejarz Łapy       | 4 | 0 | 1 | 3 | 4      | 9      | -5    | 1    |            |

- Tabela szczątkowa, awans do klasy A Kolejarza Łomża i Budowlanych Białystok.

Znane wyniki

- 23.08.1953, Budowlani Białystok: KS Gołdap 5:3, Kolejarz Łapy: Kolejarz Łomża 2:3
- 30.08.1953, Kolejarz Łomża: Budowlani Białystok 3:3, KS Gołdap: Kolejarz Łapy 2:2
- 6.09.1963, Kolejarz Łapy: Budowlani Białystok (brak), KS Gołdap: Kolejarz Łomża 2:2
- 13.09.1953, Kolejarz Łomża: Kolejarz Łapy 1:0, KS Gołdap: Budowlani Białystok (brak)
- 27.09.1953, Kolejarz Łapy: KS Gołdap (brak), Budowlani Białystok: Kolejarz Łomża 1:0
- 4.10.1953, Kolejarz Łomża: KS Gołdap 3:2, Budowlani Białystok: Kolejarz Łapy 3:0

## Mecze
| Mecze i wyniki | Mecze i wyniki       | Mecze i wyniki    | Mecze i wyniki | Mecze i wyniki | Mecze i wyniki | Mecze i wyniki | Mecze i wyniki  | Poz w lidze. | Poz w lidze. | Poz w lidze. |
| Lp. | Data                 | Rozgrywki         | F.             | D/W            | Przeciwnik     | Wynik          | Strzelcy bramek | M.           | P.           | Br.          |
| --- | -------------------- | ----------------- | -------------- | -------------- | -------------- | -------------- | --------------- | ------------ | ------------ | ------------ |
| 1 207 |                      | Klasa B - 1 kol.  | -              |                |                |                |                 |              |              |              |
| 2 208 |                      | Klasa B - 2 kol.  | -              |                |                |                |                 |              |              |              |
| 3 209 |                      | Klasa B - 3 kol.  | -              |                |                |                |                 |              |              |              |
| 4 210 |                      | Klasa B - 4 kol.  | -              |                |                |                |                 |              |              |              |
| 5 211 |                      | Klasa B - 5 kol.  | -              |                |                |                |                 |              |              |              |
| 6 212 |                      | Klasa B - 6 kol.  | -              |                |                |                |                 |              |              |              |
| 7 213 |                      | Klasa B - 7 kol.  | -              |                |                |                |                 |              |              |              |
| 8 214 |                      | Klasa B - 8 kol.  | -              |                |                |                |                 |              |              |              |
| 9 215 |                      | Klasa B - 9 kol.  | -              |                |                |                |                 |              |              |              |
| 10 216 |                      | Klasa B - 10 kol. | -              |                |                |                |                 |              |              |              |
| 11 | 23.08.1953 Białystok | Baraże do kl.A    | -              | D              | KS Gołdap      | 5:3            |                 |              |              |              |
| 12 | 30.08.1953 Łomża     | Baraże do kl.A    | -              | W              | Kolejarz Łomża | 3:3            |                 |              |              |              |
| 13 | 6.09.1953 Łapy       | Baraże do kl.A    | -              | W              | Kolejarz Łapy  | b.d.           |                 |              |              |              |
| 14 | 13.09.1953 Gołdap    | Baraże do kl.A    | -              | W              | KS Gołdap      | b.d..          |                 |              |              |              |
| 15 | 27.08.1953 Białystok | Baraże do kl.A    | -              | D              | Kolejarz Łomża | 1:0            |                 |              |              |              |
| 16 | 4.10.1953 Białystok  | Baraże do kl.A    | -              | D              | Kolejarz Łapy  | 3:0            |                 |              |              |              |
| 17 | ?.?.1953 Białystok   | PP Okr.- 1R       | -              |                |                | b.d.           |                 | brak danych  | brak danych  | brak danych  |
| - rozgrywki ligowe, - rozgrywki pucharu polski, - rozgrywki pucharu ligi, - rozgrywki ligi europejskiej, - mecze barażowe lub eliminacyjne, - inne. Liczba meczów w sezonie:1 2 (wszystkie mecze na najwyższym poziomie rozgrywkowym)3 (wszystkie mecze w rozgrywkach ligowych bez baraży) , Puchar Polski: 2 (mecze Pucharu Polski na szczeblu centralnym)3 (wszystkie mecze w Pucharze Polski) |                      |                   |                |                |                |                |                 |              |              |              |